# Professional inline hockey association
 (novembre 2018).
Si vous disposez d'ouvrages ou d'articles de référence ou si vous connaissez des sites web de qualité traitant du thème abordé ici, merci de compléter l'article en donnant les références utiles à sa vérifiabilité et en les liant à la section « Notes et références ».
 (novembre 2018).
La Professional Inline Hockey Association ou PIHA (en français, Association professionnelle de hockey en ligne) est une ligue professionnelle de roller in line hockey, basé aux États-Unis et regroupant 42 équipes. Elle est considérée comme la plus importante ligue au monde. Elle est divisée en 2 conférences de 4 divisions chacune.
La ligue fut fondée en 2002 à Middletown, Pennsylvanie avec 8 franchises. À la suite de multiples expansions, fusions et délocalisations, elle a atteint son nombre actuel de 42 équipes.

## Historique

### La création
En 2001, après la création de plusieurs ligues concurrentes de roller in line hockey (parmi lesquelles la Roller Hockey International, la Pro Beach Hockey, et la Major League Roller Hockey)  Charley Yoder, propriétaire de longue date d'une salle de roller hockey, ainsi que ses fils CJ et Jami, a l'idée d'une ligue professionnelle depuis 3 ans. Après le second départ de la RHI en 1999, qui ne durer qu'un temps avec sa disparition en 2001, Charley Yoder était cependant convaincu qu'une ligue de ce type était viable. Ses fils, CJ et Jami, ayant joués dans les 3 ligues (RHI, PBH and MLRH), ils purent ensemble lister une liste d'erreur à ne pas reproduire. Grâce à cette expérience, ils créèrent la Professional Inline Hockey Association en 2002.
Les équipes fondatrices furent :
- Cherry Hill Renegades,
- Delaware Blades (qui devinrent les Marple Grenades en 2003)
- Harrisburg Lunatics,
- Line Lexington Law Dawz,
- Mount Laurel Generals,
- Pottstown Machine,
- Reading Nasty Boyz,
- York Typhoon.

### 2002-2005
La saison inaugurale fut un succès. Les York Typhoon gagnèrent la première Founders Cup face aux Delaware Blades. Après 2002, la PIHA connu sa première série d'expansions et de fusions. Les Pottstown Machine, Line Lexington Law Dawgz, Mount Laurel Generals, et les Cherry Hill Renegades fusionnèrent ensemble après leur première saison, tandis que les Philadelphia Growl, les Philadelphia Beast et les West Chester Shockwave (qui deviendront les Dowingtown Rage) furent les 3 premières franchises d'expansion, portant la ligue à sept équipes.
La seconde série d'expansion vit les Marple Gladiators et les Philadelphia Beast fusionner, tandis que les Bridgewater Extremes, les Morristown Minutemen (plus tard les New Jersey Minutemen et aujourd'hui les New Jersey Stampede), et les South Jersey Scrappers rejoignirent la ligue, ainsi que les deux premières franchises en dehors du "trio" d'états habituels (Pennsylvanie, New Jersey et Delaware) : les Buffalo Wings and Frederick Vipers. Ces deux dernières équipes ne disputant que sept matchs durant la saison 2004, ramenant la ligue à huit équipes en fin de saison.
Pour la saison 2005, la ligue atteignit son plus faible nombre d'équipes avec six. Les Bridgewater Extremes, Les South Jersey Scrappers et les Reading Nasty Boyz fusionnèrent. Les Harrisburg Lunatics et les York Typhoon furent donc les deux dernières équipes fondatrices encore présentes. Les PA West Inferno (maintenant les Scottsdale Inferno) rejoignirent ensuite la PIHA et les Downingtown Rage disparurent après la saison 2005.

### 2006-2007
La PIHA s'étendit ensuite rapidement en dehors de la zone des 3 états avec 19 nouvelles franchises en deux ans :
- En 2006 : Les Pittsburgh Phantoms (aujourd'hui les Pittsburgh Bandits), les Richmond Rollin Robins, les Aurora Crimson Catz (aujourd'hui les Fort Collins Catz), les Colorado Springs Thunder, les Littleton Fire, les Pikes Peak Prowlers et les Westminster Blizzard
- En 2007 : les Boston Roller Rats, les Massachusetts Bombers, les Connecticut Blaze, les Hartford Fire Ants, les New Jersey Grizzlies, les Feasterville Fury, les Marple Gladiators, les Cincinnati Flying Monkeys, les Midwest Tornados, les River City Whalers, les Southside Snipers, et les St. Louis Pythons portèrent à 25 le nombre d'équipes.
- En 2008, l'introduction de 18 franchises supplémentaires et la réduction de l'organisation de Pottstown porta la ligue à 42 équipes.